# Melocotón en almíbar (película)
Melocotón en almíbar es una película española de 1960, del género comedia policiaca, dirigida por Antonio del Amo y basada en la obra homónima de Miguel Mihura.

## Sinopsis
En el Madrid de los 1960, una banda de delincuentes que esta escondida en un piso pide una enfermera al médico que han llamado, ya que uno de ellos ha sido herido en un atraco. Al día siguiente la enfermera que fue resulta ser una monja con espíritu de detective.

## Reparto
- Barta Barri
- Antonio Gandía
- José Guardiola
- Manuel Insúa
- Carlos Larrañaga
- Marga López
- María Mahor
- Matilde Muñoz Sampedro

## Premios y nominaciones
Medallas del Círculo de Escritores Cinematográficos
| Año  | Categoría              | Nominación  | Resultado |
| ---- | ---------------------- | ----------- | --------- |
| 1960 | Mejor actriz principal | María Mahor | Ganadora  |